# Laigueglia
Laigueglia es un municipio italiano situado en la provincia de Savona, en Liguria. Tiene una población estimada, a fines de mayo de 2023, de 1695 habitantes.
Es un pequeño pueblo costero, similar a muchos pueblos de la región.

## Evolución demográfica
| Gráfica de evolución demográfica de Laigueglia entre 1861 y 2023 |
|                                                                  |
| Fuente: ISTAT - Elaboración gráfica de Wikipedia                 |